# Pristimantis fetosus
Espèce
Synonymes
- Eleutherodactylus fetosus Lynch & Rueda-Almonacid, 1998

Statut de conservation UICN

 NT  : Quasi menacé
Pristimantis fetosus est une espèce d'amphibiens de la famille des Craugastoridae.

## Répartition
Cette espèce est endémique du département de Caldas en Colombie. Elle se rencontre entre 1 800 et 2 650 m d'altitude dans la cordillère Centrale.

## Description
Les mâles mesurent de 24,5 à 30,2 mm et les femelles de 38,3 à 48,2 mm.

## Publication originale
- Lynch & Rueda-Almonacid, 1998 : Additional new species of frogs (genus Eleutherodactylus) from cloud forests of eastern Departamento de Caldas, Colombia. Revista de la Academia Colombiana de Ciencias Exactas Fisicas y Naturales, vol. 22, no 83, p. 287-298 (texte intégral).